# سیارک ۲۲۴۸۳۱
سیارک ۲۲۴۸۳۱ (به انگلیسی: 224831 Neeffisis، نامگذاری:2006WV129)۲۲۴۸۳۱مین سیارک کشف شده‌است که در ۲۷ نوامبر ۲۰۰۶ کشف شد.